# Guillermo Rergis
Guillermo Rergis Borja (ur. 21 lipca 1979 w mieście Meksyk) – meksykański piłkarz występujący na pozycji pomocnika.

## Kariera klubowa
Rergis urodził się w stołecznym mieście Meksyk, gdzie jego ojciec, Eduardo Rergis, reprezentant kraju, występował w drużynie Club América. Jego młodszy brat, także Eduardo Rergis, również był piłkarzem. Swoją karierę piłkarską rozpoczynał w drugoligowym zespole Real Sociedad de Zacatecas, gdzie spędził rok bez większych sukcesów, po czym odszedł do innego klubu występującego za zapleczu najwyższej klasy rozgrywkowej, Chapulineros de Oaxaca. Po sześciu miesiącach podpisał kontrakt z drużyną Puebla FC, w której barwach za kadencji trenera Tomása Boya zadebiutował w meksykańskiej Primera División, 6 stycznia 2002 w przegranym 0:3 spotkaniu z Necaxa. Nie potrafił sobie jednak wywalczyć miejsca w pierwszym składzie, przez co już po upływie pół roku przeszedł do Club Celaya, gdzie z kolei strzelił premierowego gola w pierwszej lidze, 20 października 2002 także w konfrontacji z Necaxą, tym razem wygranej 2:0. Po sprzedaniu licencji klubu podpisał umowę z Colibríes de Morelos, gdzie spędził sześć miesięcy, po czym drużyna została rozwiązana. Profesjonalną karierę zakończył w wieku zaledwie 35 lat w drugoligowym CD Zacatepec.
Po zakończeniu kariery piłkarskiej Rergis ukończył studia, a także razem ze swoim ojcem pracował w młodzieżowych zespołach drużyny Club Santos Laguna z miasta Torreón. Przebywał na stażu w Atlético Madryt, którego trenerem był wówczas Meksykanin Javier Aguirre. W 2012 roku został głównym dyrektorem akademii juniorskiej drugoligowej ekipy Tiburones Rojos de Veracruz.